# Arxivística
L'arxivística és la ciència dels arxius que té per objecte l'estudi de la conservació i organització dels documents per facilitar la consulta administrativa i històrica. Estudia els principis i els procediments metodològics i tècnics emprats en la gestió, la conservació, l'organització i la comunicació dels documents d'arxiu, des del moment en què són generats, amb l'objectiu de preservar el testimoni dels drets, els interessos i la memòria de les persones jurídiques i físiques i racionalitzar els recursos d'informació en els organismes.

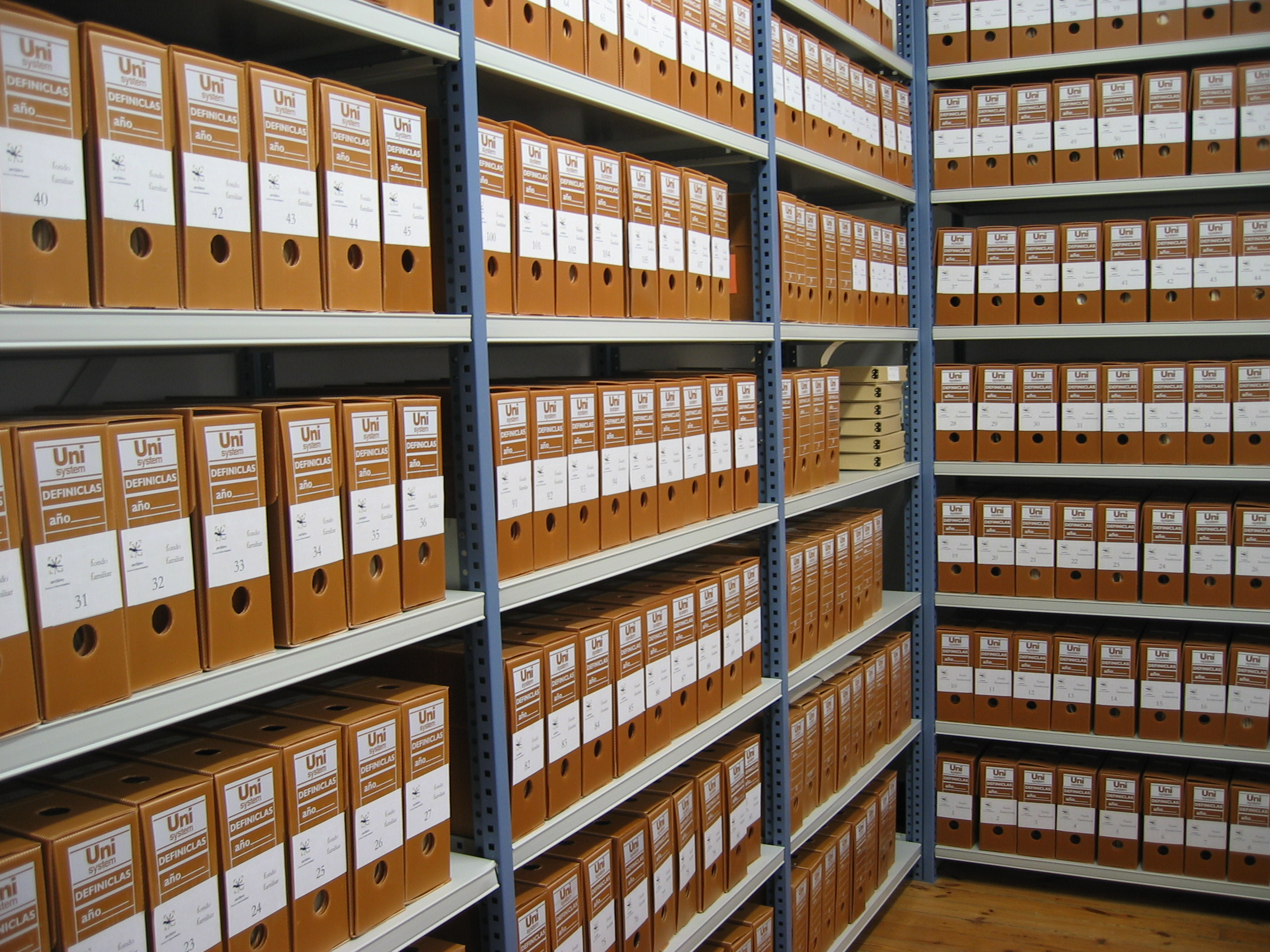
Fons d'arxiu

## Etimologia
Etimologia del terme: prové de la paraula arxiu, del llatí: archivum i aquesta del grec arkheĩon, que es tradueix per «residència dels magistrats», «arxiu», del grec arkhḗ que es tradueix per «comandament».

## Història
La majoria d'autors situen el naixement d'aquesta disciplina al segle xix. Antonia Heredia el situa amb
l'aparició del manual holandès de Muller, Feith i Fruin Handleiding voor het ordenen en beschrijven van Archieven [Manual d'organització i descripció dels arxius] editat el 1898
Per això la majoria de manuals distingeixen entre: 
- Etapa pre-arxivística: que comprèn la història des del naixement dels arxius fins al segle xix.
- Naixement de l'arxivística, com a Ciència pròpia, a partir del segle xix.
- Arxivística científica, a partir de la Segona Guerra Mundial.

### Etapa pre-arxivística
És l'època en què el tractament arxivístic s'ha caracteritzat per la indefinició de les propostes i la submissió a altres disciplines. Durant els segles xvi i xvii es comencen a editar les primeres normes i manuals centrats en la natura jurídica dels fons i el predomini del concepte patrimonial-administratiu de l'arxiu. El primer manual Von der Registratur s'edità el 1571, però probablement es va escriure durant la primera meitat del segle xvi, el seu autor fou Jacob von Rammingen (1510-1582)i, en el seu volum, donava a l'arxivística un lloc important dins de la Gestió Administrativa i proposava uns principis de classificació de la documentació relacionades amb el domini territorial, els assumptes interns i les relacions exteriors, entre les quals distingia: la regalia (els documents es referien a assumptes generals) o la personalia (els documents tractaven de persones o entitats).
Un altre manual apareix el 1632, titulat De archivis liber singularis, l'autor del qual fou Baldassare Bonifacio (1585-1659).
En aquesta època apareixen també les primeres ordenances d'arxius, com és el cas de La Instrucción para el gobierno del archivo de Simancas, dictat pel rei Felip II el 1588 i és considerat el primer reglament conegut sobre arxius.

### Naixement
A mitjans de segle xix neix l'arxivística com a ciència auxiliar de la història amb un caràcter marcadament instrumental a causa de la implantació dels règims liberals burgesos. L'ampliació de l'estructura organitzativa dels òrgans de govern, va significar la desaparició d'organismes de l'Antic Règim, la documentació dels quals va passar a ser propietat de l'Estat.
A la península Ibèrica trobem la transformació a partir de les desamortitzacions de Mendizábal el 1836 i de Madoz el 1855, coincidint amb la desaparició de molts organismes existents a l'Antic Règim.
En aquesta època es comencen a formular els principis teòrics de l'Arxivística, apareix el principi de provinença, principi segons el qual tots els documents d'una mateixa provinença s'han de mantenir junts i respectar l'ordre original. Apareix formulat per primera vegada el 1841 amb la circular del 24 d'abril per l'historiador francès Natalis de Wailly (1805-1866), Cap de la Secció administrativa dels Arxius Departamentals, dependents del Ministeri de l'Interior francès.
En aquest moment apareixen les primeres compilacions doctrinals i es desenvolupen les primeres escoles específiques: la de Nàpols (1811), École des Chartes a Paris (1821), la Bayerische Archivschule a Múnic (1821), l'Institut für Osterreichische Geschichtsforschung a Viena (1854), la Escuela de Diplomática a Madrid (1856) i la Scuola Vaticana a Roma (1884).
Inicialment, aquesta disciplina es limità a mantenir correctament ordenats els documents com a justificants de la propietat i també perquè preservessin els drets i les garanties jurídiques dels seus posseïdors. Arran dels canvis derivats de la revolució liberal, la funció estrictament administrativa dels arxius passà a ésser també cultural. Aquesta reorientació de l'arxivística es materialitzà amb l'aparició d'un cos teòric que formulà uns principis bàsics o amb l'aparició de grans institucions d'arxius que recullen la documentació dels organismes desapareguts de l'Antic Règim trobem un canvi de les pràctiques arxivístiques: es potencia la funció cultural i històrica dels arxius, que posa l'accent en el valor dels documents com a font d'informació per a l'estudi del passat.
A Alemanya i Itàlia el terme arxivística es comença a usar durant el segle xx, a Espanya el terme es comença a utilitzar entre 1955-1965. A Catalunya Jordi Rubió i Balaguer l'incorporà, l'any 1920, en la seva adaptació de la Classificació decimal de Brussel·les patrocinada per la Mancomunitat de Catalunya, conceptuant l'arxivística com una de les ciències auxiliars de la història. No va ser més concretament definida fins a la seva inclusió dins de la Gran Enciclopèdia Catalana (1970): «Ciència dels arxius, que conté les normes per a la deguda conservació dels documents i per l'organització que en facilita la consulta administrativa o històrica».

### Arxivística científica
Arreu d'Europa, la concepció de l'arxivística com a disciplina inserida tant en l'àmbit administratiu com en el cultural ha estat potenciada a partir de la Segona Guerra Mundial amb la reformulació de la teoria i la pràctica arxivístiques i l'adopció creixent de l'anomenada gestió documental.
Tradicionalment, l'arxivística s'ocupava de la preservació i conservació dels tresors documentals i tenia cura de la documentació jurídica, però, amb el temps, ha anat adquirint el paper de gestora de la informació de les administracions públiques i privades.
A partir de l'aparició de la Gestió Documental s'han desenvolupat dues teories diferents, la primera de tradició anglosaxona que consideraria per una part el Records management, que s'ocupa dels arxius de gestió dels documents en la fase activa i semi activa d'aquests i, per altra part, l'arxivista, Archival Science, que s'ocupa dels arxius històrics, que tractaria els documents en la seva última fase amb valor històric.
La segona teoria seria la de tradició canadenca i europea, que defensa una arxivística integrada on es tracta tot el cicle de vida dels documents, que realitzen un recorregut durant el qual mantindran, perdran o adquiriran uns valors o unes funcions que poden ser útils per uns aspectes o per uns altres, la qual cosa determinarà el moment en què es troba el document però també la tipologia de l'arxiu.
En aquest sentit, la concepció de l'arxivística com a disciplina inserida tant en l'àmbit administratiu com en el cultural ha estat potenciada d'ençà de la Segona Guerra Mundial amb la reformulació de la teoria i la pràctica arxivístiques i l'adopció creixent de l'anomenada gestió documental.
Dins del sector de l'administració, la gestió documental té cura de l'assoliment d'economia i eficàcia en la producció, la conservació, l'ús i l'arxivatge o la destrucció dels documents durant llur cicle vital complet. Aquesta visió de l'arxivística és defensada des de posicions renovadores, tanmateix vinculades a països amb escassa documentació històrica i una inflació de documents administratius. Des d'aquesta òptica, la funció de l'arxivística comprèn el procés, ja esmentat, que s'inicia des del mateix moment de la creació dels documents a les oficines. Aquesta teoria dels Records Managements (gestió de documents) es gestà a Amèrica del Nord i arrelà a Europa. La gestió dels documents té lloc en el moment de la seva màxima valorització administrativa (fases activa i semi activa de la documentació). Comporta l'assumpció de l'arxiver com a actor important i la potenciació del concepte d'edat intermèdia i dels anomenats dipòsits de pre-arxivatge per tal de conservar grans volums documentals a uns costos de manteniment molt baixos.
Entre les activitats que inclou la gestió de documents destaquen l'estudi de la tipologia documental, la normalització de documents i formularis, la coordinació i col·laboració entre dependències productores i arxiu, la regulació de les transferències, l'estudi de la classificació i adopció d'un quadre dels fons, l'elecció del criteri d'ordenació, l'estudi de l'eliminació, la incorporació de fons i l'actualització de la informació, la preparació d'informes, l'elaboració d'índexs i la gestació de programes i formularis per a la mecanització.
En definitiva ha transcendit el marc de la ciència auxiliar de la història per convertir-se en una disciplina autònoma en el camp de les ciències de la informació.
Es tracta d'una ciència amb dimensió administrativa, ja que dona suport a l'administració o l'empresa, dimensió cultural que té com a objectiu conservar i fer accessible els documents a les persones. Té també un compromís social, ja que vol preservar els testimonis dels drets, dels interessos i de la memòria, a més de fer possible la transparència administrativa i el dret d'accés als documents.
Els seus camps d'actuació són la gestió dels documents administratius i la gestió dels documents que, amb el pas del temps, esdevenen històrics. Abarca tant els arxius de l'administració pública com el d'empreses públiques i privades.

## L'Arxivística en l'actualitat
L'arxivística actual ha transcendit el marc de ciència auxiliar de la Història per convertir-se en una disciplina autònoma en el camp de les ciències de la informació. Té un marcat caràcter transversal i globalitzador, és una ciència interdisciplinària que beu de: la història, la paleografia, la diplomàtica, la cronologia, el llatí, les ciències jurídiques i de l'administració, les tecnologies de la informació i la comunicació.
En els últims anys apareixen certs canvis que aporten nous valors a la professió de l'arxiver entre els quals hi ha:
- La formulació del concepte de lliure accés com un dret constitucional bàsic.
- La integració de les tecnologies de la informació en el tractament de la difusió de la informació dels arxius i la normalització i estandardització de la descripció.
- La creació del Codi de descripció arxivística, Encoded Archival Description (EAD) en anglès, un model de codificació dels inventaris que utilitza el llenguatge XML.
- L'expansió de l'arxivística a l'àmbit administratiu, al sector de la funció educativa i cultural i l'augment de les tipologies en els fons d'arxiu.
- La utilització de les noves tècniques de difusió i màrqueting que han de permetre projectar els arxius en la societat i promoure l'apropament dels «nous usuaris d'arxiu».[19]